# Parc de Fiancey
Le parc de Fiancey est un parc urbain situé sur la commune de Saint-Égrève, elle même située dans la partie nord de l'agglomération grenobloise, dans le département de l'Isère. 
Cet espace vert est le plus grand parc de la ville et accueille le lac de Fiancey.

## Situation et description

### Situation
Le parc de Fiancey se situe dans la commune de Saint-Égrève, à l'entrée sud de la ville, le long de la Route de Grenoble, à côté de Saint-Martin-le-Vinoux. Il se trouve en contrebas de la montagne du Néron. La commune fait partie de la métropole de Grenoble, du département de l'Isère et de la région Auvergne-Rhône-Alpes.

### Accès et transports publics
Le parc est accessible par la route de Grenoble.
Il est également desservi par le réseau des Transports de l'agglomération grenobloise :
- La ligne E : Palluel (Fontanil-Cornillon) ⇔ Louise Michel (Grenoble), arrêt Fiancey - Prédieu.
- La ligne Proximo 22 : Gare de Saint-Égrève-Saint-Robert ⇔ Oxford (Grenoble), arrêt Fiancey - Prédieu.

## Histoire
Le nom « Fiancey » est un hommage à un homme de la ville. En plus du parc et du lac, un quartier de la ville porte le nom de Fiancey et une des rues de Saint-Égrève qui mènent au parc s'appelle rue du Lieutenant Fiancey. 
Ce pseudonyme est le nom de clandestinité du résistant de François Henri de Quinsonnas, (1911-1944). Ce nom fait référence au domaine familial où est aujourd'hui construit le quartier Fiancey. Il est le fils aîné du Marquis Paul-Henry Pourroy de Quinsonas, nommé maire de Saint-Égrève en 1941. Le parc a été inauguré en juin 1982.

## Informations diverses

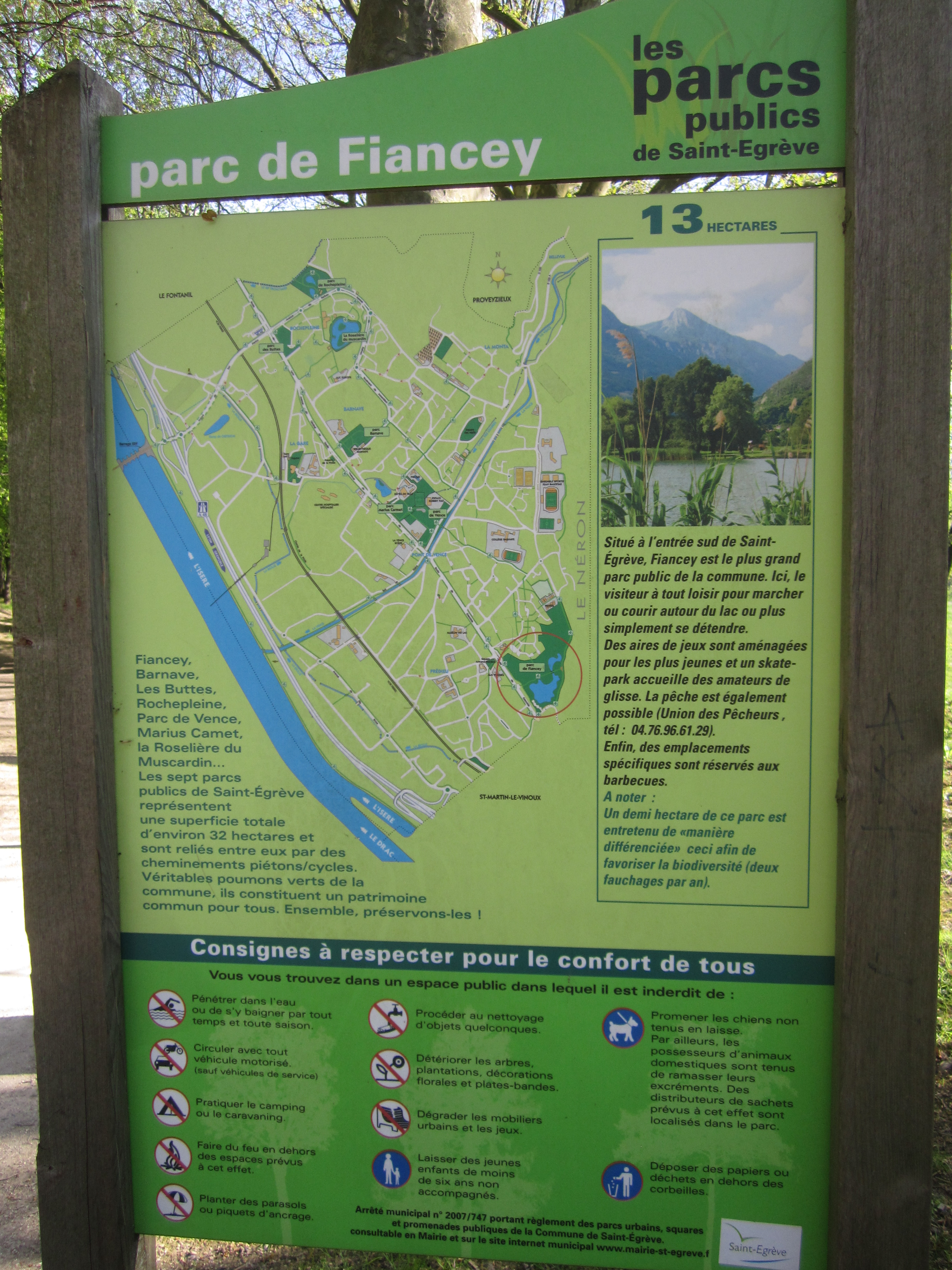
Panneau d'information du parc.

Il s'agit d'un espace public, gratuit et ouvert en permanence. La baignade et les barbecues sont interdits dans le parc. Les chiens doivent être tenus en laisse.

### Plan d'eau
Le lac de Fiancey est un plan d'eau,. Ce lac artificiel a été créé pour éviter les inondations de l'Isère, fréquentes dans le passé. Il a une superficie de 25 000 m2 et une profondeur de 2 mètres. Il a notamment été utilisé durant l'été 2003 par des hélicoptères bombardiers d'eau afin d'éteindre l'incendie de la montagne du Néron située à proximité.

### Loisirs
Le parc de 13 hectares est le poumon vert de la commune. C'est un lieu de promenade très agréable qui propose plusieurs activités. Il est le plus grand parc de la commune et reflète la volonté de la ville de Saint-Égrève d'améliorer le cadre de vie, notamment grâce à ses espaces verts. Il dispose d'un skatepark, de jeux pour enfants, de terrains de tennis et de tables pour pique-niquer,. Il est possible d'y pratiquer la pêche de 2e catégorie,. On peut y pêcher la carpe et autres carnassiers. 

### Projets
Il y a deux projets de construction prévus concernant le parc. Ils portent à controverse car ils supprimeraient  2 hectares de parc. Les opposants déplorent ces constructions mais pas les projets en eux-mêmes. Ils mettent en avant une possibilité d'alternatives,. Des habitants ont créé une association pour la « sauvegarde et la valorisation du parc dit de Fiancey ». 
Ces projets ne concernent pas exactement le parc de Fiancey mais une parcelle de terrain enherbée touchant le parc et assimilée au parc.

### Pôle enfance
Le pôle enfance du parc de Fiancey, dont le projet est en cours de construction, a pour but de remplacer le Centre Petite Enfance de Prédieu. La mairie de Saint-Égrève a déposé un premier permis de construire le 12 mai 2015 mais elle l'a retiré le 20 septembre 2016. Le deuxième permis a été déposé le 21 juillet 2016.

### Piscine
En association avec d'autres communes, la mairie de Saint-Égrève a ouvert en février 2021 la piscine intercommunale du Néron qui jouxte le parc de Fiancey. Cette piscine, qui représentera 6 500 m2, a remplacé deux piscines, la piscine des Mails de Saint-Égrève et la piscine Tournesol, située sur la commune de Saint-Martin-le-Vinoux, d'ici 2020,.

## Galerie de photos

Quelques photos du parc de Fiancey
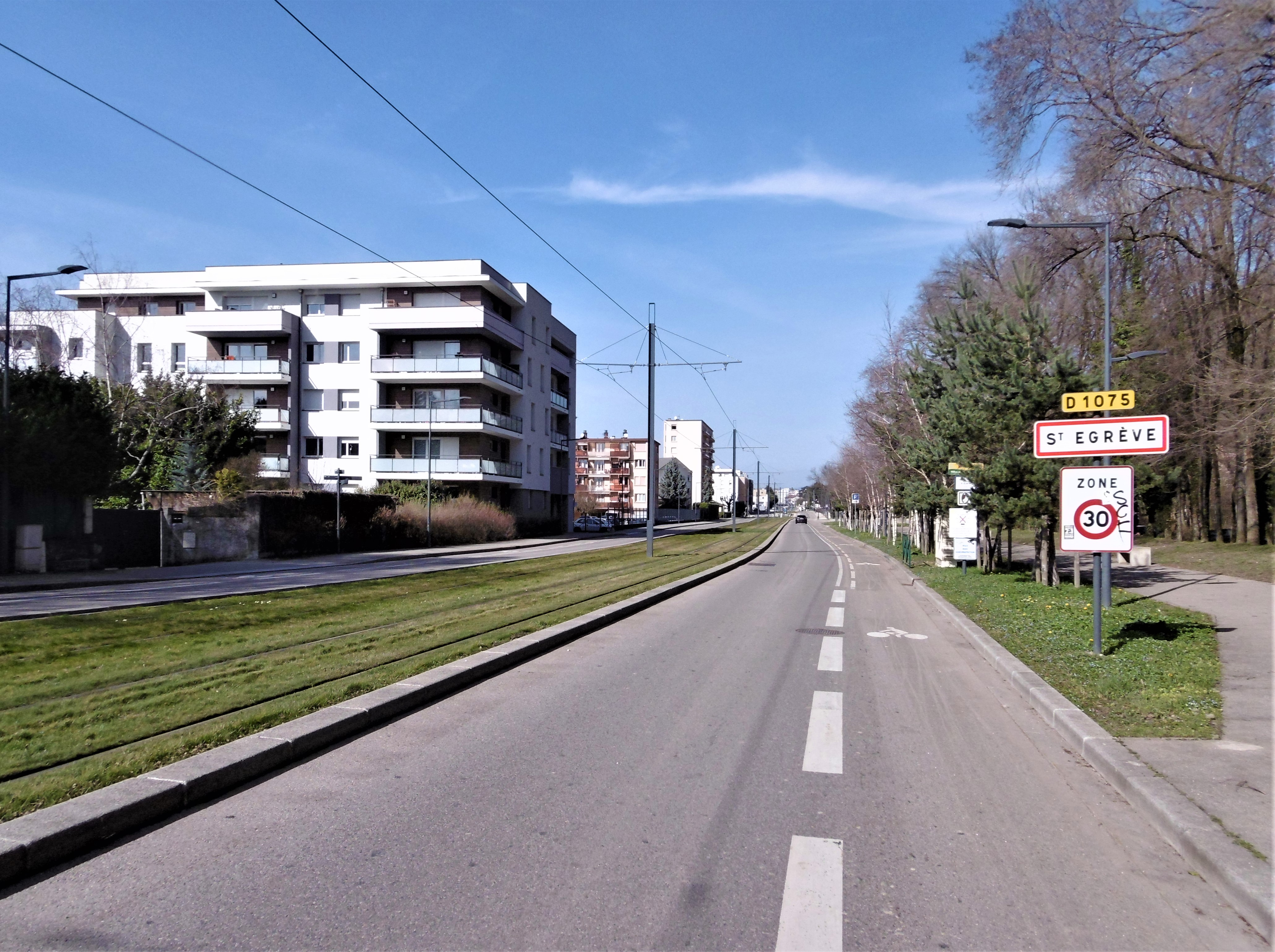
Entrée sud de la ville, ligne E du tramway et le parc (à droite de la photo)
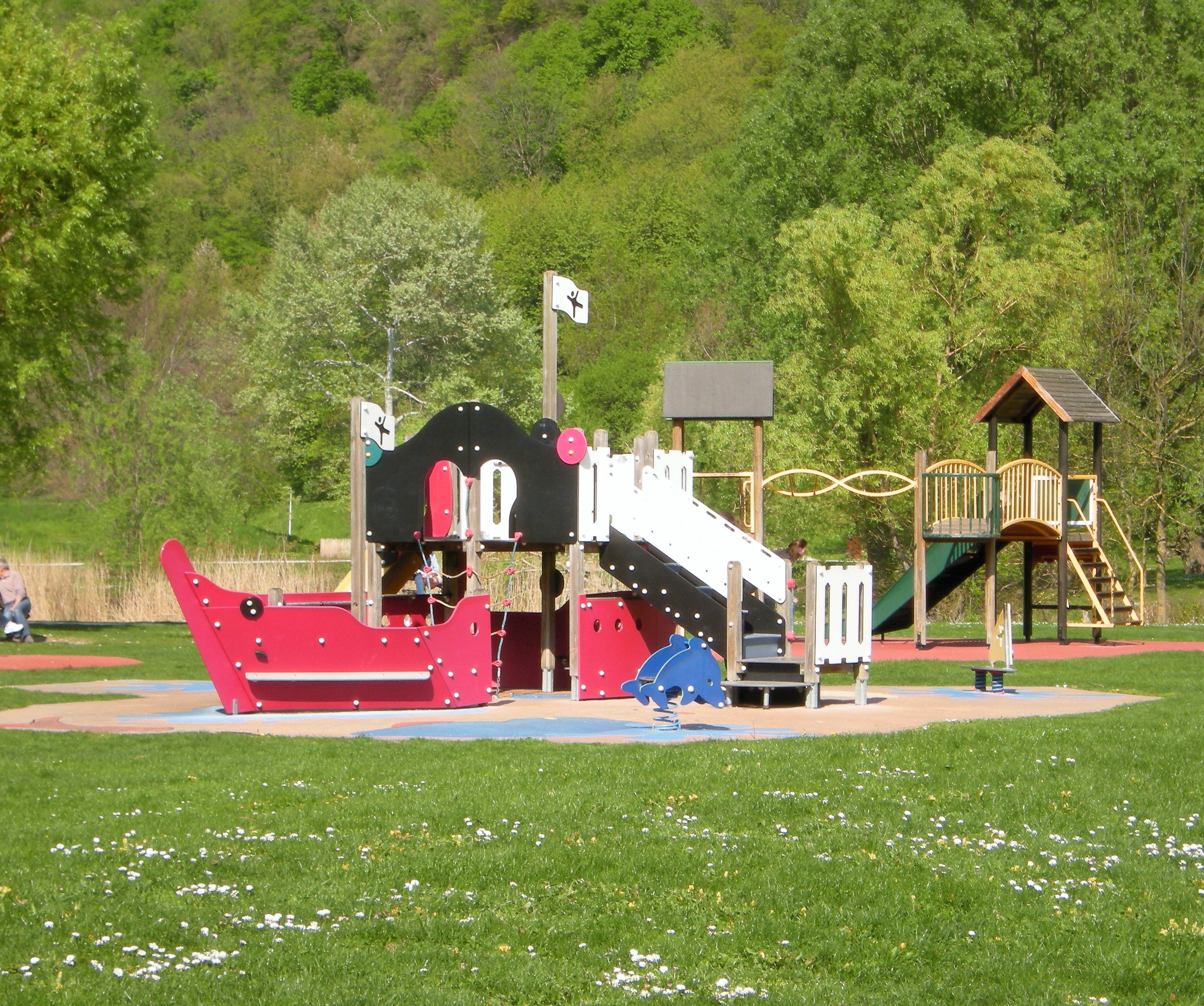
Jeux du parc.
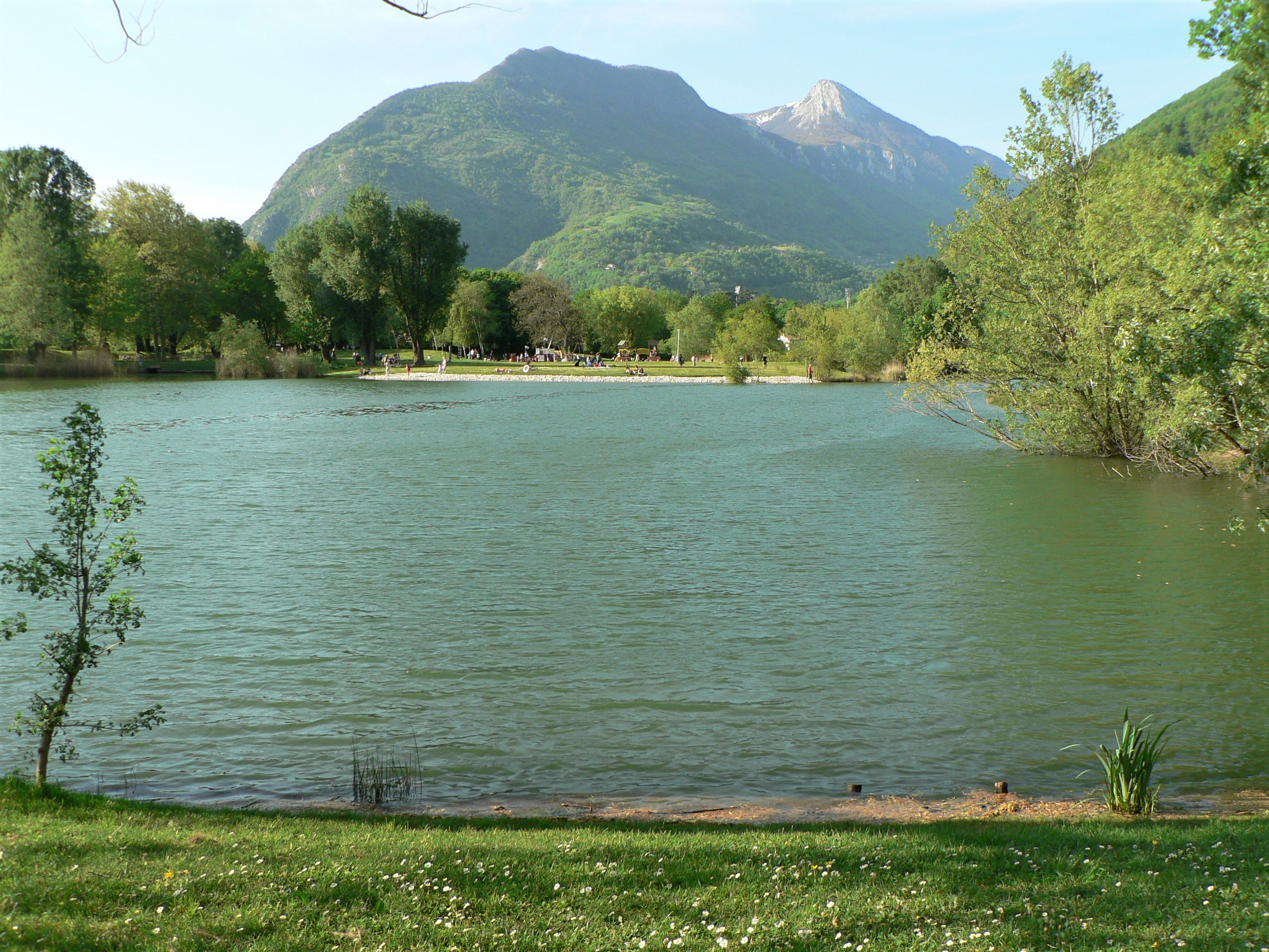
Lac de Fiancey en avril 2018.
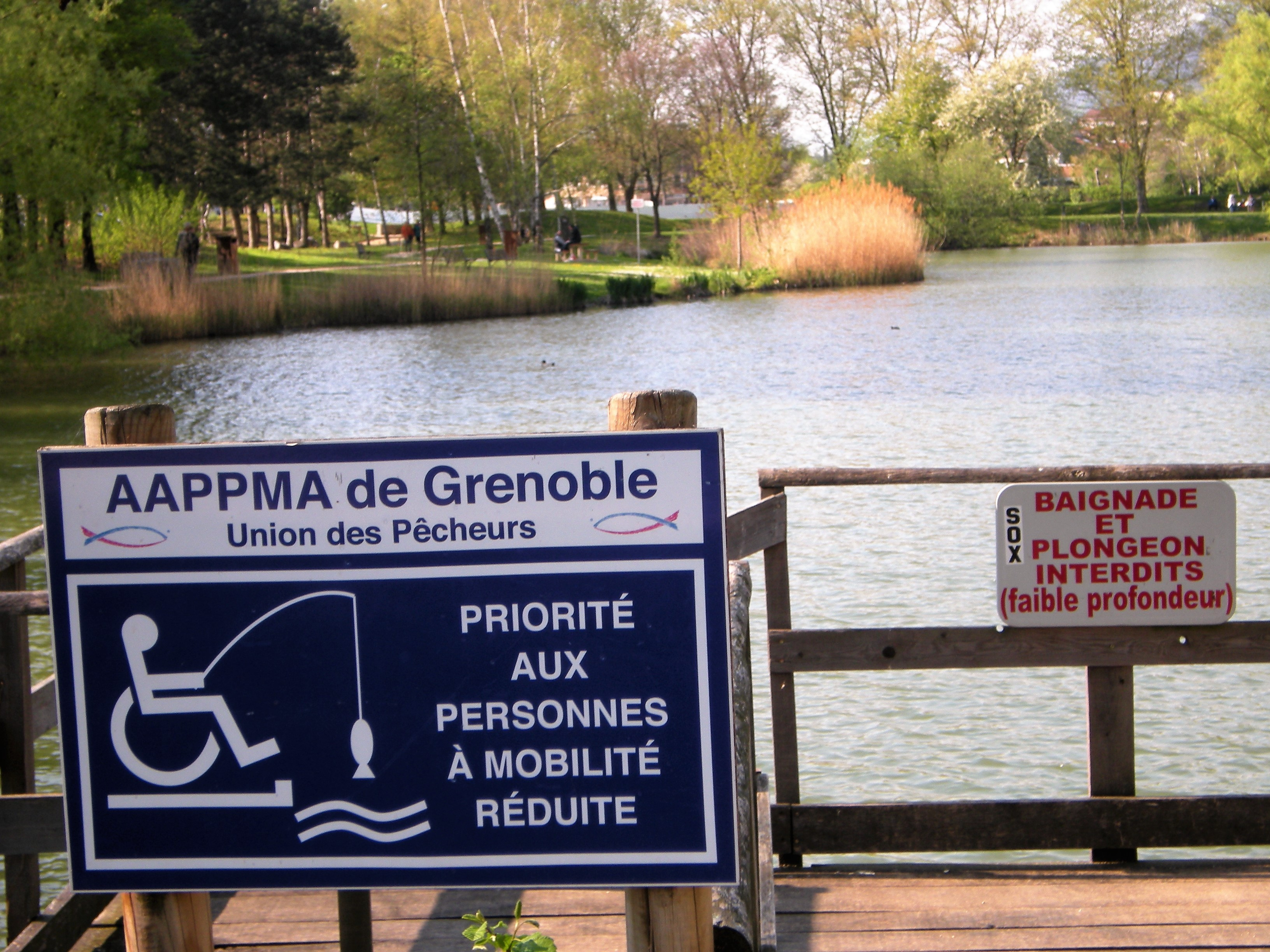
Régles à suivre.
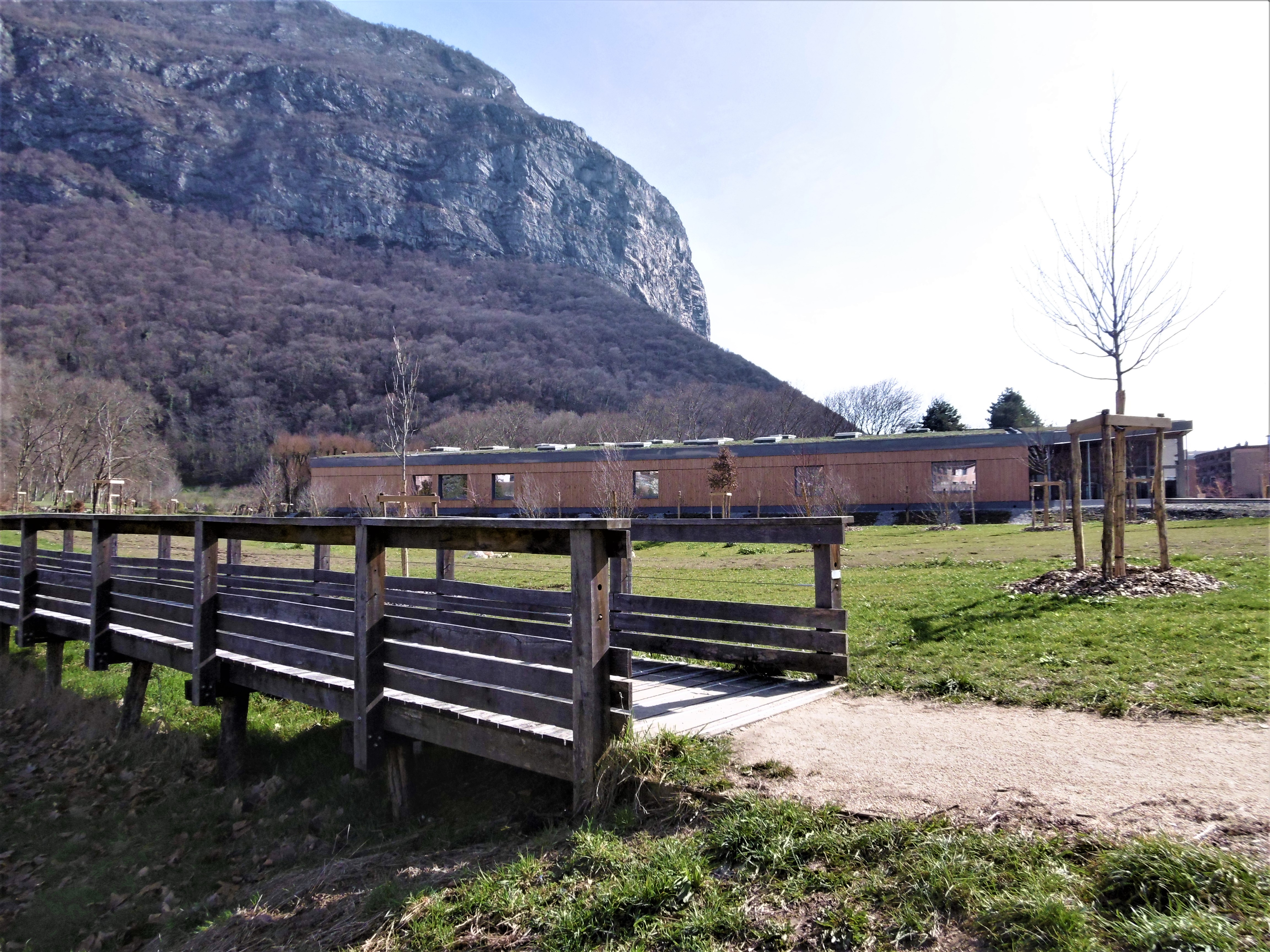
Site de la nouvelle piscine en février 2021

## Autres parcs
62 hectares de la ville sont consacrés aux espaces verts publics dont 32 hectares aux parcs publics. En plus de celui de Fiancey, on trouve sur la commune les parcs de Rochepleine, Barnave, Marius Camet, la Roselière du Muscardin, les Buttes et le Parc de Vence.